# Peter Eggers
Peter Alex Tomas Eggers, född 14 januari 1980 i Lunds Allhelgonaförsamling i Lund, är en svensk skådespelare. 

## Biografi
Peter Eggers flyttade från Lund till Stockholm när han var 11 år. Eggers stod på scenen redan som barn när han 1992 spelade "Tommy" i Dramatens uppsättning av "Pippi Långstrump". Efter en tid på Stockholms stadsteater övergick han till att syssla med musik som discjockey, musikproducent och låtskrivare.  Han bestämde sig för att satsa på teatern och började på Teaterhögskolan efter en turné som discjockey med bandet "Turbulent". Han gick ut från Teaterhögskolan i Malmö 2010. Där var hans examensprojekt en monolog om en pojke, som hör ovanligt bra. Sommartid har Eggers arbetat ideellt för "Clowner utan gränser" och har turnerat bland annat i Östeuropa med framträdanden och workshops på flyktingförläggningar, barnhem och fängelser.

## Familj
Peter Eggers kommer från en skådespelande släkt. Han är son till skådespelerskan Catrin Eggers, systerson till skådespelaren Per Eggers och bror till skådespelerskan Maria Eggers. Han är sambo med Jenny Huber, och de har två gemensamma barn. Det andra barnet, en dotter, föddes i januari 2020.

## Filmografi (urval)
- 1996 – Skuggornas hus (TV-serie)
- 1997 – Skärgårdsdoktorn (TV-serie)
- 2000 – Skärgårdsdoktorn (TV-serie)
- 2001 – Om inte
- 2001 – Besvärliga människor
- 2003 – Ondskan
- 2004 – Strandvaskaren
- 2005 – Som en tjuv om natten (kortfilm)
- 2008 – Kärlek 3000
- 2009 – Knäcka
- 2010 – Fuerteventura
- 2011 – Anno 1790 (TV-serie)
- 2012 – Hamilton – Men inte om det gäller din dotter
- 2013 – Maria Wern – Först när givaren är död
- 2014 – Medicinen
- 2014 – Piratskattens hemlighet (TV-serie)
- 2015 – 100 Code (TV-serie)
- 2015 – Ronja Rövardotter (TV-serie) (röst som Sturkas)
- 2017 – Vår tid är nu (TV-serie)
- 2018 – Grottmannen Dug (röst som lord Nur)
- 2018 – Operation Ragnarök
- 2018 – Koukussa (TV-serie)
- 2019 – Dröm (TV-serie)
- 2019 – Fartblinda (TV-serie)
- 2019 – Heder (TV-serie)
- 2025 – Genombrottet (TV-serie)

## Teater

### Roller (ej komplett)
| År   | Roll                | Produktion                                                   | Regi              | Teater                 |
| ---- | ------------------- | ------------------------------------------------------------ | ----------------- | ---------------------- |
| 2000 | Tammy               | Löparen Mattias Andersson                                    | Mattias Andersson | Stockholms stadsteater |
| 2018 | Carl-Magnus Malcolm | Sommarnattens leende Ingmar Bergman                          | Hugo Hansén       | Romateatern            |
| 2021 | Frank Manero jr     | Saturday Night Fever Robert Stigwood                         | Anders Albien     | Chinateatern           |
| 2025 | Larry Murphy        | Dear Evan Hansen Steven Levenson, Benj Pasek och Justin Paul | Markus Virta      | Intiman                |